# Попов, Николай Владимирович (военный)
Николай Владимирович Попов (1876—1917) — полковник, герой Первой мировой войны.

## Биография
Родился 22 апреля 1876 года. Образование получил в кадетском корпусе, по окончании которого 9 сентября 1894 года был зачислен во 2-е военное Константиновское училище.
Выпущен 12 августа 1895 года подпоручиком конную артиллерию. 12 августа 1899 года произведён в поручики и 12 августа 1903 года — в штабс-капитаны.
Принимал участие в русско-японской войне, за боевые отличия получил несколько орденов. 13 декабря 1905 года произведён в капитаны.
Далее Попов служил в 10-м конно-артиллерийском дивизионе, в 1909 году назначен командующим 14-й конно-артиллерийской батареи и 1 сентября 1909 года с производством в подполковники утверждён в занимаемой должности.
Отличился в самом начале Первой мировой войны и Высочайшим приказом от 6 апреля 1915 года был награждён орденом св. Георгия 4-й степени
За то, что в бою у д. Будинина 15 авг. 1914 г. в течение 6 час. вёл бой с превосходными силами противника, его артиллерией и пехотой, отражая подходившую пехоту и действуя до выпуска последнего снаряда, причём оставался на позиции до смены его другой батареей.
Также за боевые отличия он был произведён в полковники (со старшинством от 25 сентября 1914 года.
1 ноября 1915 года Попов был назначен командиром Заамурского пограничного конно-артиллерийского дивизиона. Скончался 20 августа 1917 года.

## Награды
Среди прочих наград Попов имел ордена:
- Орден Святой Анны 4-й степени (1904)
- Орден Святого Станислава 3-й степени с мечами и бантом (1905)
- Орден Святой Анны 3-й степени с мечами и бантом (1905)
- Орден Святой Анны 2-й степени с мечами (1906)
- Орден Святого Станислава 2-й степени с мечами (1907)
- Орден Святого Георгия 4-й степени (6 апреля 1915)